# Awake (canción)
«Awake» es una canción de la banda estadounidense de heavy metal Godsmack, lanzado a través de Universal Music Group el 20 de junio de 2000 como el primer sencillo de su segundo álbum de estudio Awake (2000).
En la década de 2000, la canción fue utilizada por una campaña publicitaria de la Marina de los EE. UU. llamada "Accelerate Your Life", con voz en off de Keith David.

## Antecedentes
En un chat en línea de MTV, el vocalista de Godsmack, Sully Erna, dijo que "Awake" es acerca del final de una relación pasada. Erna luego dijo: "Cuenta una experiencia personal, finalizando una relación. Sólo digo que ahora estoy despierto y puedo lidiar con todo lo que tengo que enfrentar. Donde antes sentía que iba a perder el control sin esta persona en mi vida, ahora puedo afirmar que estoy bien sin esa persona.

## Video musical
El video musical realizado para este sencillo fue filmado en el Reformatorio Estatal de Ohio en Mansfield, Ohio y fue dirigido por Troy Smith. El video contiene imágenes de prisioneros que se amotinan y salen del reformatorio, y ven a Godsmack jugar en el patio de ejercicios dentro de un área cercada. El video musical fue producido por la banda.

## Lista de canciones
| Maxisencillo |                      |          |  |
| N.º          | Título               | Duración |  |
| 1.           | «Awake (radio edit)» | 4:33     |  |
| 2.           | «Awake (versión LP)» | 5:04     |  |
| 3.           | «Why»                | 3:15     |  |
| 4.           | «Time Bomb»          | 3:59     |  |

## Personal
- Sully Erna - cantante, guitarra
- Tony Rombola - guitarra, coros
- Robbie Merill - bajo
- Tommy Stewart - batería

## Posicionamiento en listas
| Lista (2000–01)                         | Mejor posición |
| --------------------------------------- | -------------- |
| Estados Unidos (Bubbling Under Hot 100) | 1              |
| Estados Unidos (Mainstream Rock)        | 1              |
| EE. UU. (Modern Rock Tracks)            | 12             |

### Sucesión en listas
| Anterior: «Loser» de 3 Doors Down | Billboard Mainstream Rock Tracks — Sencillo Nro 1 3 de febrero de 2001 — 9 de febrero de 2001 | Siguiente: «Jaded» de Aerosmith |